# Mark Miller (basket-ball)
Pour les articles homonymes, voir Mark Miller et Miller.
Mark Miller, né le 15 septembre 1975, à Chicago, en Illinois, est un joueur et entraîneur américain de basket-ball. Il évolue au poste d'arrière.

## Palmarès
- Joueur de l'année de l'Horizon League 1998
- First team All-MCC 1998
- MVP du championnat d'Allemagne 2001